# امید دره
امید دُرّه (زادهٔ ۸ اوت ۱۹۹۹) بازیکن فوتبال اهل ایران است که در پست مدافع برای باشگاه فوتبال نود ارومیه بازی می‌کند.